# 山田渡辺氏
山田渡辺氏（やまだわたなべうじ）は、現在の広島県福山市熊野町上山田/下山田にある沼隈半島一帯を領有し、山田一乗山城主であった武家、渡辺氏綱流の渡辺省の後裔と称した家柄である。

## 歴史
渡辺基の子の持は足利尊氏に従って武功をあげ、備後国深津郡山田荘の地頭職を与えられた。持のあと、忠・直・重と代々続いた。
応仁の乱において、山田渡辺氏は東軍についた。

### 渡辺元と足利義昭
渡辺元は、将軍・足利義昭が織田信長によって京都から追放されたのち、毛利輝元の後ろ盾の下で義昭に近侍し、その身辺を警固した。それゆえ、渡辺一族の群を抜いた活躍に義昭が感動したことにより、白傘袋と毛氈鞍覆の使用を許す御内書が下された。白傘袋と毛氈鞍覆は、室町時代守護大名家に許された印であり、山田渡辺氏のような地方の国人にこれを認めたことは、既に義昭の周囲に旧・幕臣が近侍していないことを端的に示している。

### 没落
山田渡辺氏は関ヶ原の戦いで西軍につき、戦後に徳川家康から一乗山城退去を命じられ、その後は没落していくことになった。以後、新たに入封してきた福山藩主の水野勝成に仕えた。なお、水野氏の時代は側室を出すなどそれなりの家格を保っていたが、幕府領時代・阿部家時代になると、次第に再び没落していったという。